# Livia (insecte)
Pour les articles homonymes, voir Livia.
Genre
Livia est un genre d'insectes suceurs appartenant à l'ordre des hémiptères et à la famille des Psyllidae ou des Liviidae selon certaines classifications.

## Liste d'espèces présentes en Europe
Selon Fauna Europaea (18 décembre 2021) :
- Livia crefeldensis Mink, 1855
- Livia junci (Schrank, 1789) - syn. Livia juncorum (Latreille)
- Livia limbata (Waga, 1842)
- Livia mediterranea Loginova, 1974